# 傑瑞·勞森 (工程師)
傑拉爾德·安德森·勞森（英語：Gerald Anderson Lawson，1940年12月1日—2011年4月9日）是一位非裔美国電子工程師，電子遊戲產業人物。曾擔任家用遊戲機Fairchild Channel F的設計師。據美國商業雜誌《Black Enterprise》於1982年的報導，傑瑞·勞森被稱為「遊戲卡匣之父」，他離開快捷公司後便自行成立遊戲公司Video-Soft。傑瑞·勞森晚年患上糖尿病併發症，並且一條腿無法行走，一隻眼睛也開始失明。最終傑瑞·勞森因該疾病去世。

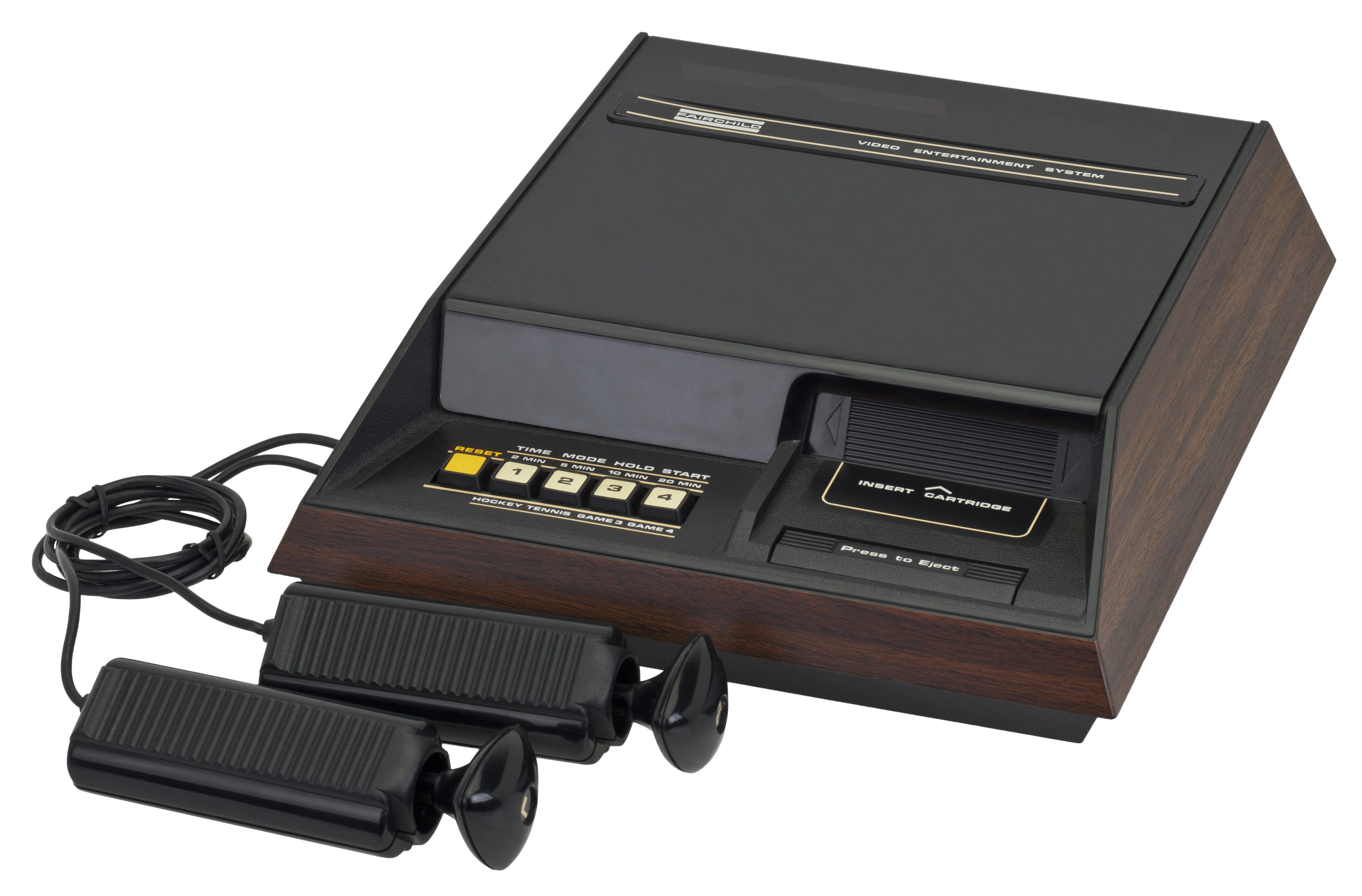
由傑瑞·勞森所設計的家用遊戲機Fairchild Channel F，具有遊戲卡匣插槽的設計

## 紀念
2022年12月1日，Google為慶祝傑瑞·勞森的82歲冥誕與其傑出貢獻，在Google首頁上發布一款以他為主題的復古像素風格Google涂鸦网页游戏，由Davionne Gooden、Lauren Brown及Momo Pixel三位美術設計師與遊戲設計師共同開發。